# Varenhelmbloem
De varenhelmbloem (Corydalis cheilanthifolia)  is een giftige, overblijvende plant uit de papaverfamilie (Papaveraceae). De soort komt van nature voor in het westen van China en in centraal China. In Nederland is de soort ingeburgerd. Het aantal chromosomen is 2n = 16.
De varenhelmbloem wordt 10-30 (40) cm hoog en vormt een penwortel. Het blad blijft in de winter groen. In het voorjaar is het blad bronskleurig en wordt later groen. Het is twee- tot viervoudig, evengeveerd met 6-12 paar, breed tot smal eironde blaadjes. De onderste blaadjes zijn 3-5 lobbig en de bovenste heelbladig. Het blad is 10-25 cm lang en 3-6 cm breed.
De varenhelmbloem bloeit vanaf april tot in juni met gele bloemen. De bloeiwijze is een langwerpige, 10-25 cm lange tros met 10-20(32) bloemen. De schutbladen zijn smal lancetvormig. De ovaal tot lancetvormige, getande kelkbladen zijn 3-4 mm lang. De buitenste, 12-17 mm lange bloembladen hebben een  scherpe tot toegespitste top en geen kuif. De binnenste 10-13 mm lange bloembladen zijn smal gekuifd. De oplopende, stompe spoor is 2-6 mm lang en bevat honingklieren over meer dan de helft van het spoor. Het stempel is gespleten met vrij brede, platte lobben.
De vrucht is een op een peul gelijkende iets gebogen doosvrucht. Als de twee kleppen ervan openspringen, worden de 1-3 mm grote zaden weggeslingerd. Mieren verspreiden de zaden die van mierenbroodjes zijn voorzien.

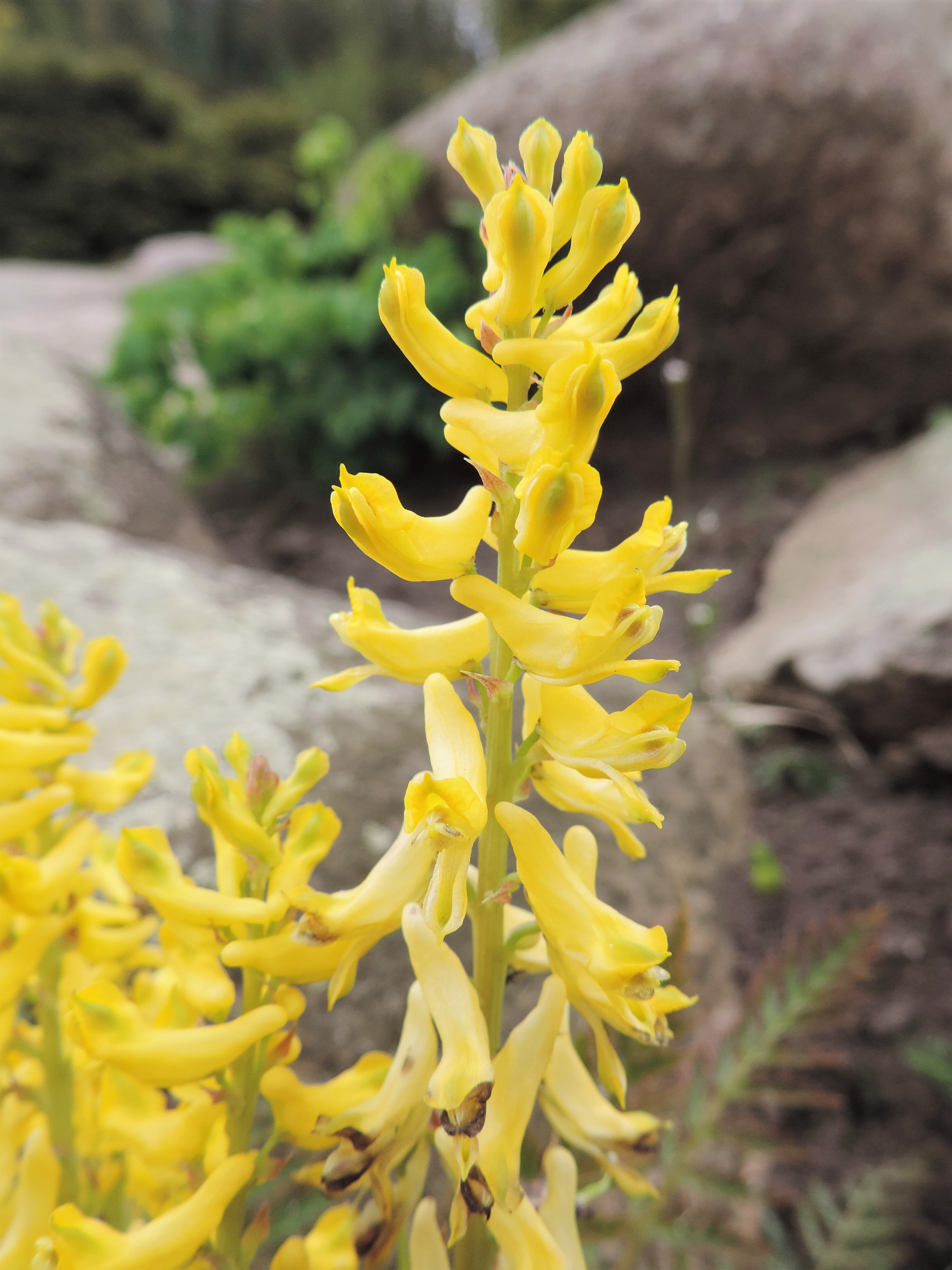
Bloemen
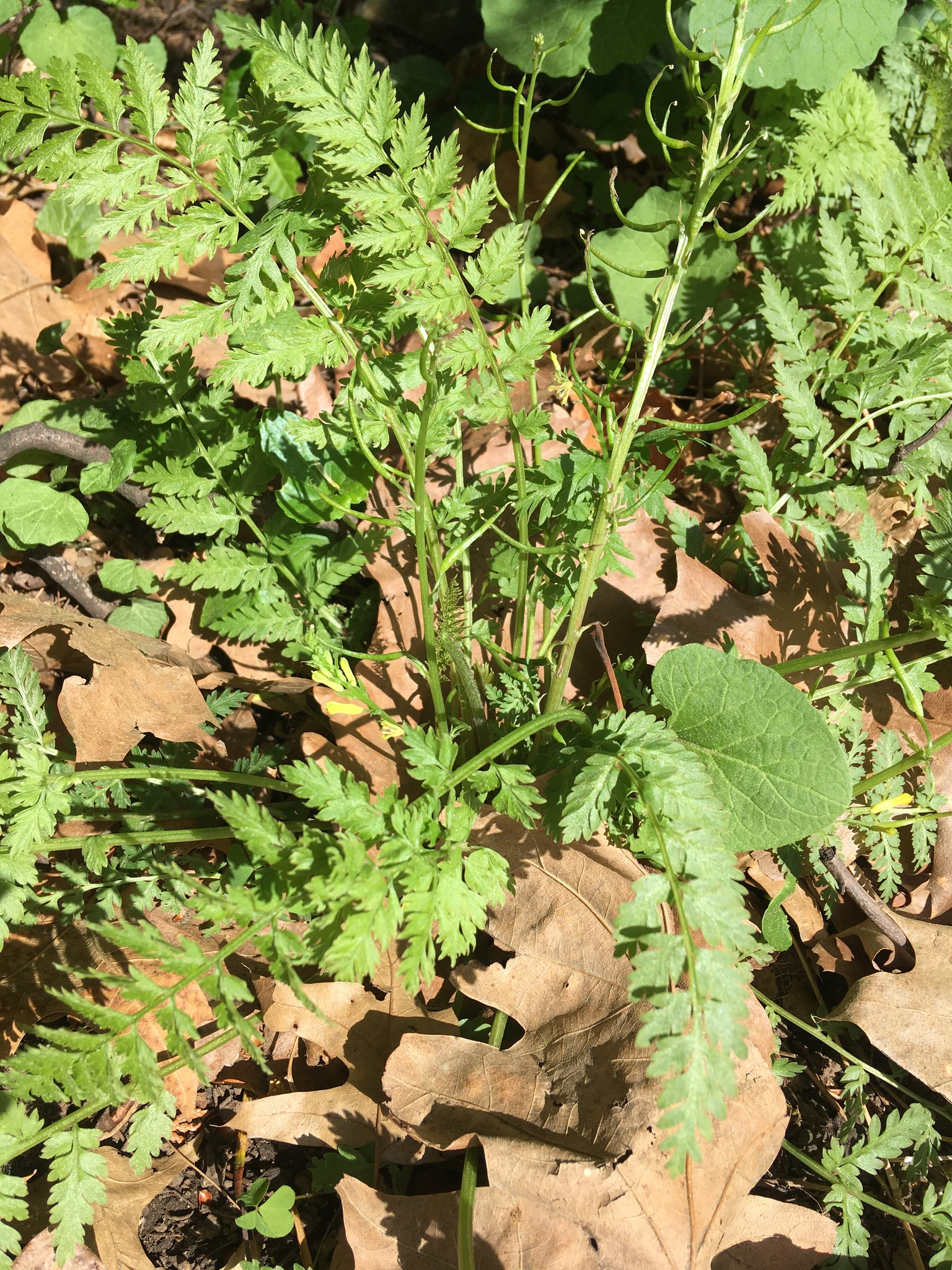
Plant met jonge vruchten
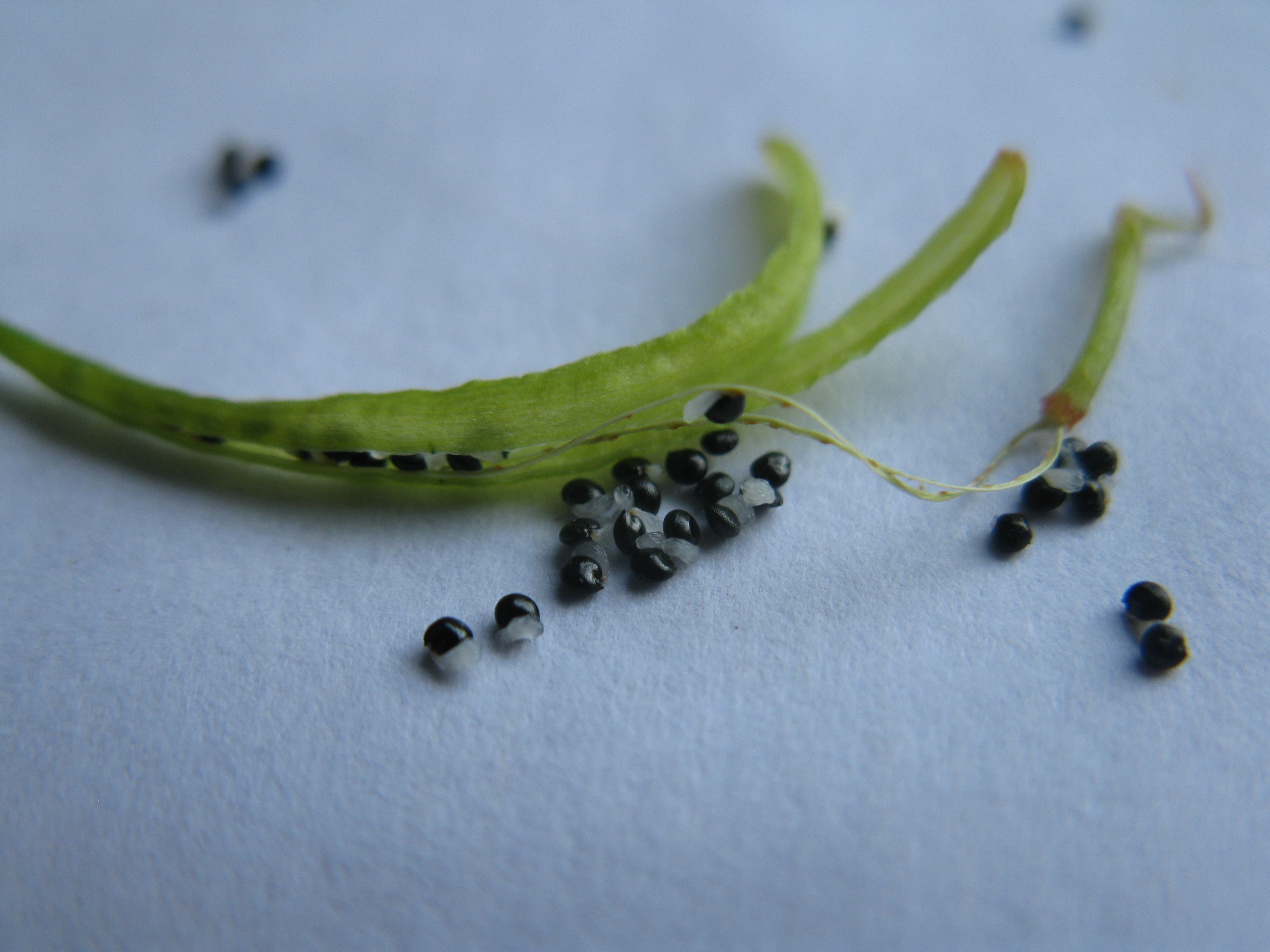
Vrucht met zaden

De varenhelmbloem komt voor op stenige plaatsen, zoals langs muren, kadewanden en tussen straatstenen.